# Academia de Ciências da Albânia
A Academia de Ciências da Albânia (albanês: Akademia e Shkencave e Shqipërisë), fundada em 1972, é a mais importante instituição científica da Albânia . A instituição inclui os mais variados cientistas, também chamados de "acadêmicos", envolvidos em centros de pesquisa dentro e fora do país. A Academia tem 28 membros, 11 membros associados e 26 membros honorários . Localiza-se em Tirana, capital do país.
É composta por duas seções :
- Seção Albanológica e de Ciências Sociais; e
- Seção de Ciências Naturais e Ciências Técnicas

E também inclui as seguintes unidades:
- Projetos de Desenvolvimento Tecnológico e Inovação;
- Ramo de Relações Públicas e Estrangeiras;
- Biblioteca; e
- Editoração.

A instituição tem a maior biblioteca do país. Fundada em 1975 com apenas 10 mil volumes, tinha 8 120 000 volumes em 1986 .
Em 2008 quatro institutos de pesquisa (Institutos de História, Arqueologia, Linguística e Literatura e Cultura Folclórica) se separaram da Academia e formaram o Centro de Estudos Albanológicos.
Possui dois periódicos: Studia Albanica, ISSN 0585-5047, e AJNTS - Albanian Journal of Natural and Technical Sciences, ISSN 2074-0867.